# Andrew Drevo
Andrew Drevo (Lincoln, 4 marzo 1981) è un ex cestista statunitense, professionista nella NBDL e in Europa.